# Petr Gabriel
Petr Gabriel (Prága, 1973. május 17. –) cseh válogatott labdarúgó.
A cseh válogatott tagjaként részt vett a 2000-es Európa-bajnokságon.

## Sikerei, díjai
Sparta Praha
- Cseh bajnok (4): 1996–97, 1997–98, 1998–99, 1999–00